# Friedrich Odening
Friedrich Odening (* 24. April 1881 in Barsinghausen; † 19. August 1953 in Neumünster) war ein deutscher Politiker.
Odening war von Beruf Fabrikdirektor. Er gehörte 1946 dem ersten ernannten Landtag von Schleswig-Holstein und dort dem Ausschuss für Wirtschaft und Verkehr an. Dabei war er zunächst fraktionslos, später wurde er Hospitant der CDU-Fraktion.